# Абсолют Страхование
Абсолют Страхование (общество с ограниченной ответственностью «Абсолют Страхование») — универсальная страховая компания, входит в состав Инвестиционной группы «Абсолют», осуществляет все виды страховых услуг, страхование и перестрахование (лицензии ЦБ СИ № 2496, СЛ № 2496, ОС № 2496-03, ОС № 2496-04, ОС № 2496-05, ПС № 2496), входит в Топ-20 российских универсальных компаний: по итогам 2022 года заняла 17 место в ренкинге.

## История
Страховая компания «ИСК Евро-полис» была создана в 1992 году группой юридических и физических лиц, которую возглавили Александр Юнин и Владимир Филькин. В 1998 году в состав учредителей компании вошёл банк «Абсолют» и приобрёл 25 % страховщика. На момент покупки доли в страховой компании группа «Абсолют» являлась ключевым клиентом страховой компании, который формировал 10 % страхового портфеля компании. По сообщению издания «РБК daily», в 2010 году группа «Абсолют» увеличила свою долю в страховой компании до 84,21 %, при этом владельцами 15,79 % компании остались основатели компании Юнин и Филькин, владевшие долей через ООО «Винче». На момент увеличения доли в «ИСК Евро-Полис» группой «Абсолют» страховая компания находилась во второй сотне страховых компаний России, планировалось к 2015 году вывести её в топ-25 страховых компаний России и увеличить объём собираемых страховых премий с 700 млн до 4,7 млрд руб. В 2012 году уставный капитал компании был увеличен до 500 миллионов рублей, генеральным директором компании был назначен бывший топ-менеджер «Ингосстраха» Олег Тишкин. 
В 2015 году генеральным директором и председателем правления страховой компании был назначен Дмитрий Руденко, до этого работавший первым вице-президентом в системообразующей страховой компании «Гута-Страхование». По данным Центрального банка РФ, по результатам 2015 года компания занимала 52-е место по объёмам собранных страховых премий, 23-е место по дополнительному медицинскому страхованию, 14-е место по страхованию грузов, 30-е место по страхованию прочего имущества юридических лиц и 42-е место по страхованию автокаско. Активы компании составляли немногим более 3 млрд рублей. В 2016 году компания провела ребрендинг и была переименована в ООО «Абсолют Страхование». В связи с переименованием компании рейтинговое агентство «Эксперт РА» заявило о том, что для «Абсолют Страхования» сохраняется рейтинг «А+» («очень высокий уровень надёжности»), второй подуровень, прогноз «стабильный».
Осенью 2024 года СМИ сообщили о переговорах по покупке «Абсолют Страхование» Совкомбанком.

## Деятельность
В 2017 году чистая прибыль компании по сравнению с предыдущим годом выросла на 174 % и составила 222 млн руб. В 2017 году страховщик произвёл несколько крупных страховых выплат: 25 миллионов рублей — при пожаре в торговом центре в Кемеровской области (пострадало застрахованное имущество магазина «М.Видео»), 65 миллионов рублей — в связи с наступлением страхового случая из-за пожара на Бадаевском пивоваренном заводе, 25 миллионов рублей было выплачено одному из арендаторов после пожара ТРЦ РИО в Москве, 4 миллиона рублей выплачено арендатору, чьё имущество пострадало от пожара в ТЦ «Синдика».
Рейтинговое агентство «Эксперт РА» указало, что одним из факторов, обеспечивающего стабильные прогнозы по компании, оказалась одна из крупнейших выплат по страховому случаю в размере 125 млн руб.
В 2018 году компания застраховала на общую сумму 3 млрд руб. выставку «Гастроли. Музей Людвига — Собрание Русского музея в МАММ».
По состоянию на 2018 год общее количество клиентов компании составило более 600 тысяч физических лиц и более 38 тысяч юридических лиц.
В конце 2021 года компания обновила дизайн сайта и запустила B2B-платформу по автострахованию.

## Финансовые и рейтинговые показатели
По результатам 2018 года страховые сборы компании составили 4,2 млрд рублей, что почти на 30 % больше показателей 2017 года (3 252 818,00). Чистая прибыль компании составила 175 миллионов рублей. Размер активов страховщика увеличились до 6,7 млрд рублей, а размер собственного капитала компании составил более 1,5 млрд рублей, показав за год рост на 13 %.
Рейтинговое агентство «Эксперт РА» в 2017 году присвоило компании рейтинг «ruA+» (умеренно высокий уровень кредитоспособности/финансовой надёжности/финансовой устойчивости), прогноз «стабильный». Рейтинг ежегодно подтверждается (2018-20240.
По итогам 2021 года общий объем сборов СК «Абсолют Страхование» составил 8,8 млрд рублей, увеличившись на 32,5% по сравнению с 2020 годом.

## Участие в профессиональных объединениях и пулах
«Абсолют Страхование» является членом практически всех функционирующих на страховом рынке ассоциаций и объединений страховых организаций, а также страховых пулов:
- Всероссийский союз страховщиков;
- Российский антитеррористический страховой пул[22]
- Российский союз автостраховщиков[23]
- Национальный союз страховщиков ответственности[24]
- Национальный союз агростраховщиков [25]
- Федерация Рестораторов и Отельеров России [26]
- Российский ядерный страховой пул [27]
- Национальная страховая гильдия [28]

- Объединенная Лизинговая Ассоциация [29]

## Награды и достижения
- Лауреат премии «Права потребителей и качество обслуживания» в сфере розничных услуг 2018[30].
- Победитель конкурса «Страховая коробка 2018» в номинации «Лучшее коробочное решение для защиты жилья»[31].
- Оценка «Знак качества» на уровне А1 — 2018[32].
- Лауреат премии «Время инноваций — 2017» в номинации «Инновация года», категория «Финансовые услуги»[33].
- Лауреат премии «Финансовая элита России 2016» в номинации «Динамика развития»[34].

- СК «Абсолют Страхование» вошла в ТОП-3 рейтинга Naumen телефонного обслуживания, в ТОП-5 рейтингов по уровню обслуживания в цифровых каналах и соцсетях[35].

- СК «Абсолют Страхование» вошла в ТОП-10 лучших компаний по страхованию квартир по мнению «Сравни.ру»[36].

- СК «Абсолют Страхование» вошла в ТОП-20 страховщиков non-life*, и среди них в ТОП 3, показавших самый большой темп роста сборов[37].

- Компания является финалистом «Рейтинга работодателей России — 2022», подготовленного Группой компаний HeadHunter (hh)[38].

- Управленцы СК «Абсолют Страхование» вошли в рейтинг «Топ-1000 российских менеджеров»[39].

- Генеральный директор «Абсолют Страхование» Дмитрий Руденко вошел в Президиум ВСС и РСА[40].

- «Абсолют Страхование» — лауреат премии «Эврика» в номинации «За эффективное использование InsurTech для роста и развития в условиях пандемии»[41].

- СК «Абсолют Страхование» отметили за лучший ипотечный страховой продукт в рамках очередного конкурса Russian Mortgage Award[42].

- СК «Абсолют Страхование» получила премию «InsurSelling-2021» за цифровую трансформацию в продажах[43].

- «Абсолют Страхование» вошла в ТОП-15 рэнкинга страховщиков Автокаско[44].

- «Абсолют Страхование» вошла в ТОП-10 страховщиков по уровню развития цифровизации компании согласно исследованию экспертов VR_Bank и фонда «Сколково»[45].

- «Абсолют Страхование» вошла в ТОП-5 по охвату аудитории в СМИ и ТОП-15 самых упоминаемых страховых компаний в СМИ в рейтинге системы анализа медиасреды «СКАН» («СКАН Интерфакс»)[46].